# Pressgjutning

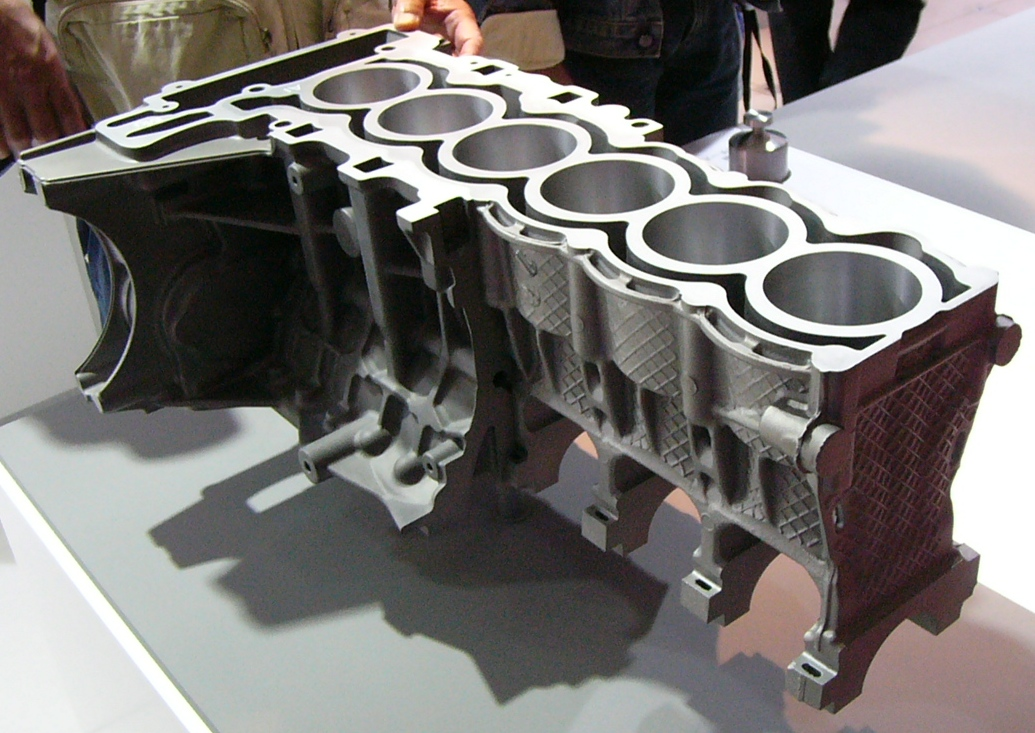
Ett cylinderblock med pressgjutna detaljer av aluminium och magnesium.

Vid pressgjutning pressas smält metall under tryck in i en gjutform. Vid pressgjutning kan man uppnå högre måttnoggrannhet, bättre ytfinhet och tunnare godstjocklek än vid sandgjutning. Därmed kan man minska på bearbetningen och få en billigare detalj. Verktygen för pressgjutning är dock vanligtvis dyrare än för andra metoder vilket gör att det krävs stora seriestorlekar för att få en god totalekonomi. Pressgjutgods får en gjuthud som är tät, bearbetar man den är det vanligt att man bearbetar fram porer. Om den yta man bearbetat skall användas som tätningsyta bör man sätta ett porkrav på ytan.
Den smälta metallen är oftast en lättsmält legering, som innehåller bly, tenn, zink, aluminium och/eller magnesium.